# Dương Thị Việt Anh
Dương Thị Việt Anh (ur. 30 grudnia 1990 w Bạc Liêu) – wietnamska lekkoatletka specjalizująca się w wielobojach oraz skoku wzwyż.
Brązowa medalistka mistrzostw Azji juniorów w skoku wzwyż (2008). W 2009 zajęła piąte miejsce w pięcioboju podczas halowych igrzysk azjatyckich oraz zdobyła w skoku wzwyż brązowy medal igrzysk Azji Południowo-Wschodniej. Tuż za podium – na czwartym miejscu – ukończyła rywalizację w skoku wzwyż na halowych mistrzostwach Azji w Teheranie (2010). Dwukrotna medalistka (srebro w pięcioboju i brąz w skoku wzwyż) z halowych mistrzostw Azji w 2012. Podczas igrzysk olimpijskich w Londynie (2012) nie awansowała do finałowego konkursu skoku wzwyż.
Medalistka mistrzostw Wietnamu.
Rekordy życiowe: pięciobój (hala) – 3812 pkt. (19 lutego 2012, Hangzhou); siedmiobój (stadion) – 5350 pkt. (13 września 2011, Ho Chi Minh); skok wzwyż (hala) – 1,84 (18 lutego 2012, Hangzhou); skok wzwyż (stadion) – 1,92 (30 czerwca 2012, Ałmaty). Rezultaty zawodniczki w konkurencjach wielobojowych są aktualnymi rekordami Wietnamu, lekkoatletka jest także halową rekordzistką swojego kraju w skoku w dal (5,82 w 2012).

## Osiągnięcia
| Rok  | Impreza                             | Miejsce   | Konkurencja | Lokata            | Wynik     |
| ---- | ----------------------------------- | --------- | ----------- | ----------------- | --------- |
| 2008 | Mistrzostwa Azji juniorów           | Dżakarta  | skok wzwyż  | 3. miejsce        | 1,70      |
| 2009 | Halowe igrzyska azjatyckie          | Hanoi     | pięciobój   | 5. miejsce        | 3547 pkt. |
| 2009 | Igrzyska Azji Południowo-Wschodniej | Wientian  | skok wzwyż  | 3. miejsce        | 1,88      |
| 2010 | Halowe mistrzostwa Azji             | Teheran   | skok wzwyż  | 4. miejsce        | 1,83      |
| 2011 | Mistrzostwa Azji                    | Kobe      | siedmiobój  | –                 | DNF       |
| 2011 | Igrzyska Azji Południowo-Wschodniej | Palembang | siedmiobój  | 3. miejsce        | 5196 pkt. |
| 2012 | Halowe mistrzostwa Azji             | Hangzhou  | pięciobój   | 2. miejsce        | 3812 pkt. |
| 2012 | Halowe mistrzostwa Azji             | Hangzhou  | skok wzwyż  | 3. miejsce        | 1,84      |
| 2012 | Igrzyska olimpijskie                | Londyn    | skok wzwyż  | el. – 29. miejsce | 1,80      |
| 2013 | Igrzyska Azji Południowo-Wschodniej | Naypyidaw | skok wzwyż  | 1. miejsce        | 1,84      |